# Confederación Nacional de Mujeres Campesinas Indígenas Originarias de Bolivia - Bartolina Sisa
La Confederación Nacional de Mujeres Campesinas Indígenas Originarias de Bolivia - Bartolina Sisa , conocida también como Federación de Mujeres Campesinas Bartolina Sisa  o como las "Bartolinas" con siglas: CNMCIOB-BS es una organización de mujeres bolivianas y la primera organización de mujeres del campo en Sudamérica. Lleva el nombre la heroína aimara del siglo XVIII Bartolina Sisa y fue fundada el 10 de enero de 1980 a la cabeza de Sabina Choqueticlla en La Paz con el objetivo de que las mujeres de las áreas rurales de Bolivia participaran plenamente en la toma de decisiones políticas, económicas y sociales en los avances del país.
Es la única organización de mujeres miembro fundadora del Movimiento al Socialismo (MAS) en 1995 y han estado en diferentes luchas, como en los fuertes enfrentamientos en la zona de Chapare en defensa de la coca. En 2007 la organización se transformó en la Confederación de Mujeres Campesinas Indígenas Originarias de Bolivia “Bartolina Sisa” situándose a la par que la Confederación Sindical Única de Trabajadores Campesinos de Bolivia (CSUTCB) y convirtiéndose en la organización de mujeres más destacada en el denominado “proceso de cambio” en Bolivia, protagonista principal en la fundación del Estado Plurinacional.
La organización está formada por 26 agrupaciones, 12 de ellas nacionales y cinco representativas de las indígenas y sus miembros han formado parte de los gabinetes del presidente Evo Morales. Se constituye en uno de los sectores más organizados y representativos de participación de los movimientos sociales del país.
Las "Bartolinas" denuncian la “doble discriminación” que sufren las mujeres bolivianas por ser mujeres y por ser campesinas e indígenas tanto en el marco familiar, comunitario, en las organizaciones políticas y en la sociedad reclamando la plena y equitativa participación en la toma de decisiones.
La organización es uno de los puntuales más importantes del Presidente Evo Morales. Miembros de las Bartolinas han formado parte de sus diferentes gobiernos y han asumido importantes cargos institucionales. Destacan entre ellas Silvia Lazarte que fue presidenta de la Asamblea Constituyente (2006-2008).
En septiembre de 2015 Juanita Ancieta fue reelegida como Secretaria Ejecutiva de la organización.

## Contexto
Las mujeres bolivianas participaron por primera vez en unas elecciones como votantes y como candidatas en 1949 en las elecciones municipales en Bolivia, aun así, sólo las mujeres instruidas de la élite pudieron beneficiarse de estos primeros pasos. El inicio de la ciudadanía política de las mujeres se dio con la Revolución del 1952 sin embargo de nuevo las mujeres indígenas quedaron también excluidas.
Tras la participación de las mujeres y su papel decisivo en la movilizaciones y bloqueos en la época de la dictadura en 1977 empezaron a crearse los primeros sindicatos de mujeres indígenas. Durante el Congreso Campesino Departamental de La Paz, realizado el año 1977, las mujeres manifestaron su deseo de articularse consolidándose así de manera orgánica varias organizaciones, como la Asociación Departamental de Mujeres Campesinas de Oruro (ADEMCO), y los Congresos de los Clubes de Madres (1978-79). 
En 1979, se organiza el Primer Sindicato Comunal Femenino en el departamento de La Paz. Ese mismo año, se nombra un comité para convocar al Primer Congreso Nacional de Mujeres Campesinas. Producto de éste, el 10 de enero de 1980, se nace la Federación Nacional de Mujeres Campesinas de Bolivia (FNMCB “BS”) popularmente conocidas como "las Bartolinas". 
Es el momento de la recuperación de la democracia en Bolivia y la recomposición de las organizaciones de base y las mujeres no quieren quedar excluidas del proceso.

La “doble discriminación” que sufrimos por ser mujeres y por ser campesinas e indígenas tanto en nuestras familias, comunidades, organizaciones y la sociedad en su conjunto, nos han impulsado a la lucha contra la violación de nuestros derechos fundamentales y la defensa de nuestra participación plena y equitativa en la toma de decisiones.

## Historia y trayectoria
La Federación se estructura orgánicamente en base al sindicalismo y, en un principio, se considera afiliada a la CSUTCB. Pero a pesar de mantener un estrecho vínculo, no poseía el mismo nivel jerárquico. Esta situación provocó fuertes discusiones internas por la relación que debía establecerse entre ambas organizaciones.

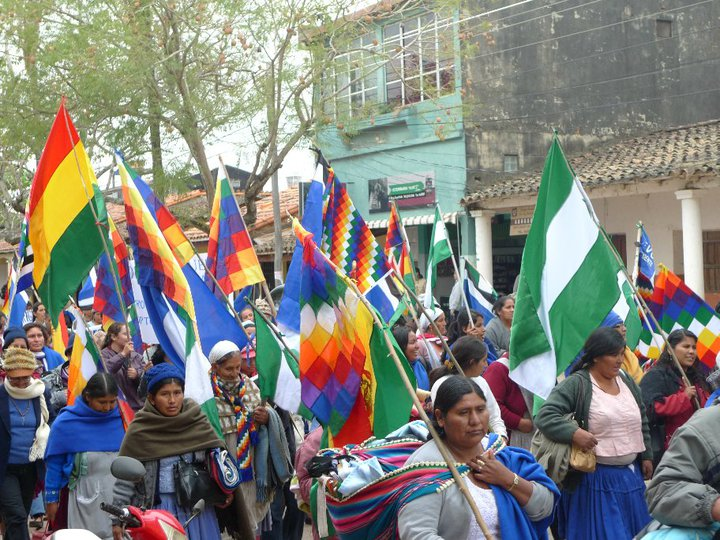

Después de varios congresos, marcados en un inicio por la inexperiencia de sus participantes, por la injerencia de la misma CSUTCB para impedir la autonomía de la Federación, por la gravitación de los partidos políticos como el Movimiento Revolucionario Túpac Katari, el Movimiento Nacionalista Revolucionario de Izquierda (MNRI), y el Movimiento Campesino de Base (MCB), finalmente en el Congreso Orgánico del año 2007 se establece la Confederación como organización autónoma e independiente, asumiendo su propio liderazgo y estructura orgánica.
La Confederación de Mujeres Campesinas Indígenas Originarias de Bolivia “Bartolina Sisa” es la organización de mujeres más destacada en el denominado “proceso de cambio” y protagonista principal en la fundación del Estado Plurinacional.
- 1994 En el VI Congreso se prioriza la creación de un Instrumento Político que represente a los sectores indígenas. Se concreta con la participación en la cofundación en 1995 del (MAS-IPSP).
- En el IX Congreso se manifiesta la intención de incorporar la Federación a la política formal. Este proyecto tiene el objetivo de incentivar la participación de las mujeres campesinas en las elecciones municipales de diciembre de 1999, ya que la Ley de Cuotas, promulgada en 1997 instituía que por lo menos el 30% de las listas de candidatos debían estar conformadas por mujeres.
- 2004 participan en llamado "Pacto de Unidad" creado en Santa Cruz.
- 2007 la organización se transforma en Confederación permitiendo estar a la par de la Confederación Sindical Única de Trabajadores Campesinos de Bolivia ( CSUTCB) El cambio nominal estuvo ligado a nuevas reivindicaciones identitarias y a un proyecto político definido “cuyo discurso busca reafirmar la cultura y la identidad indígena, plantear nuevas visiones estatales, un nuevo orden social y nuevos paradigmas”:[3]

Las Bartolinas en la "Asamblea Constituyente-Propuestas para el nuevo Estado
Plurinacional” (2007) reveló las relaciones asimétricas y de poder en el mundo indígena. Allí se
manifestaba “Cómo mujeres somos discriminadas doblemente. Por un lado, porque somos campesinas
indígenas originarias y, por otro, somos discriminadas por nuestros compañeros del sindicato y nuestros
maridos, que no quieren que participemos. Por eso necesitamos alfabetizarnos, organizarnos y
capacitarnos en cuanto a las diferentes leyes nacionales (FNMCIOB-BS, 2007 en Zabala, 2014:108)

"Recuperar la soberanía territorial, alimentaria y la dignidad de las mujeres campesinas, indígenas y originarias de Bolivia, a través del trabajo de la Federación, para alcanzar una participación equitativa de la mujer en los espacios: político, social y económico, en el marco del chacha warmi, como concepto equitativo de género. Una participación de igual a igual con los hermanos varones. Impulsar la formación y la capacitación de las hermanas permanentemente, como único mecanismo para liberar las mentes de la opresión, la ignorancia y alcanzar la verdadera libertad"
(Agencia Plurinacional de
Comunicación, 2015)

- 2009 La Constitución Política del Estado, promulgada en febrero de 2009, incluyó un total de 26 artículos a favor de las mujeres y concedió derechos civiles, de género, equidad social, e igualdad de condiciones con los varones.[7]

## Organización
La organización está formada por 26 agrupaciones, 12 de ellas nacionales y cinco representativas de las indígenas y sus miembros han formado parte de los gabinetes del presidente Evo Morales.

### Dirección 2015-2017
En septiembre de 2015 en el XV Congreso Ordinario fue reelegida como Secretaria Ejecutiva Juanita Ancieta para una nueva gestión de dos años con 336 votos frente a Basílica Colque que logró 145 y que fue representando a la región del Altiplano de La Paz fue nombrada Secretaria General. Ruth Franco ocupó el tercer lugar con 108 votos de apoyo y que está en el directorio como representante de las bartolinas del bloque del Oriente.

## Equidad de género - "chacha-warmi"
Reivindican que se adopte la equidad de género como forma de vida entre mujeres y hombres, para alcanzar el equilibrio y la armonía de la convivencia humana. Para ello se apela al chacha-warmi (hombre-mujer) un código de conducta basado en el principio de dualidad y de lo complementario presente en la cosmovisión andina en general y especialmente en las culturas aimara, quechua y uru.[cita requerida]
"El género es fundamental en el área andina porque todo es par, todo tiene una pareja y es complementario, es una filosofía natural andina" explica la comunicadora Marianela Díaz investigadora y autora de la tesis “Desarrollo Chachawarmi, lógicas de género en el empoderamiento de la comunidad aymara de Corpa Machaca".
Para muchas líderes indígenas la reivindicación de la paridad se afianzó buscando similitudes con la noción andina de chacha-warmi, o de la complementariedad entre hombre y mujer. Posteriormente, el tema de la paridad se consolidó en la Constitución Política del Estado y en una serie de leyes articuladas que hicieron posible para las mujeres, finalmente, alcanzar en las elecciones de 2015 el 51% en la cámara de diputados y el 44% en la cámara de senadores.
Las “Bartolinas” recuperaron el devaluado concepto del chacha/warmi como una estrategia de lucha para instaurar la complementariedad política en una relación de horizontalidad paritaria, desde su propia discursividad signada por la recuperación del mito y la tradición comunitaria. Esta conquista les permitió legítimamente por un lado, involucrarse de manera protagónica como artífices del nuevo Estado, y por otro, lograr empoderarse en sus propias comunidades, en sus sindicatos y en su partido político, debilitando en esta acción el innegable machismo indígena señala la investigadora Mireya Sánchez Echevarría.